# Poecilothrips dens
Poecilothrips dens är en insektsart som först beskrevs av Dudley Moulton 1907.  Poecilothrips dens ingår i släktet Poecilothrips och familjen rörtripsar. Inga underarter finns listade i Catalogue of Life.